# Sport24
Sport24 — российское спортивное интернет-издание. Основано в 2018 году. Входит в состав холдинга S8 Capital.
Главный редактор издания — Самвел Авакян.

## История
Sport24 был основан в 2018 году владельцем холдинга S8 Capital Арменом Саркисяном. Главным редактором был назначен Самвел Авакян — бывший главный редактор спортивного издания «Чемпионат». Вместе с Авакяном в издание перешли часть сотрудников «Чемпионата», а также сотрудники других изданий и букмекерских контор. По словам Авакяна, команда издания формировалась в срочном порядке за несколько дней до зимних Олимпийских игр 2018 в Пхёнчхане.
С 2018 года Sport24 является информационным партнёром Федерации регби России, а с 2019 года — Федерации бокса России.
В 2021-м издание получило Национальную спортивную премию в номинации «Спортивный парнас (лучшая спортивная печатная и медиапродукция)». Генеральным спонсором премии традиционно выступает принадлежащее Армену Саркисяну «Столото».
В 2021 года Sport24 занял третье место в топ-20 самых цитируемых СМИ спортивной тематики.

## Аудитория
По данным «Медиатора», в 2018 году Sport24 стал самым читаемым спортивным изданием в России. В 2019 году занял первое место среди спортивных изданий по просмотрам авторского видеоконтента на YouTube. В том же году преодолел отметку в 100 тысяч подписчиков и получил «Серебряную кнопку» от YouTube. По данным «Медиалогии», в 2019 году Sport24 стал самым цитируемым спортивным изданием в России. По данным «Яндекс.Метрики», в апреле 2020 года число уникальных посетителей издания составило 8 млн, число посещений — 13,5 млн.
Sport24 входит в тройку лидеров рейтинга самых цитируемых спортивных СМИ в России, а также в топ-3 по количеству аудитории.